# Kausia

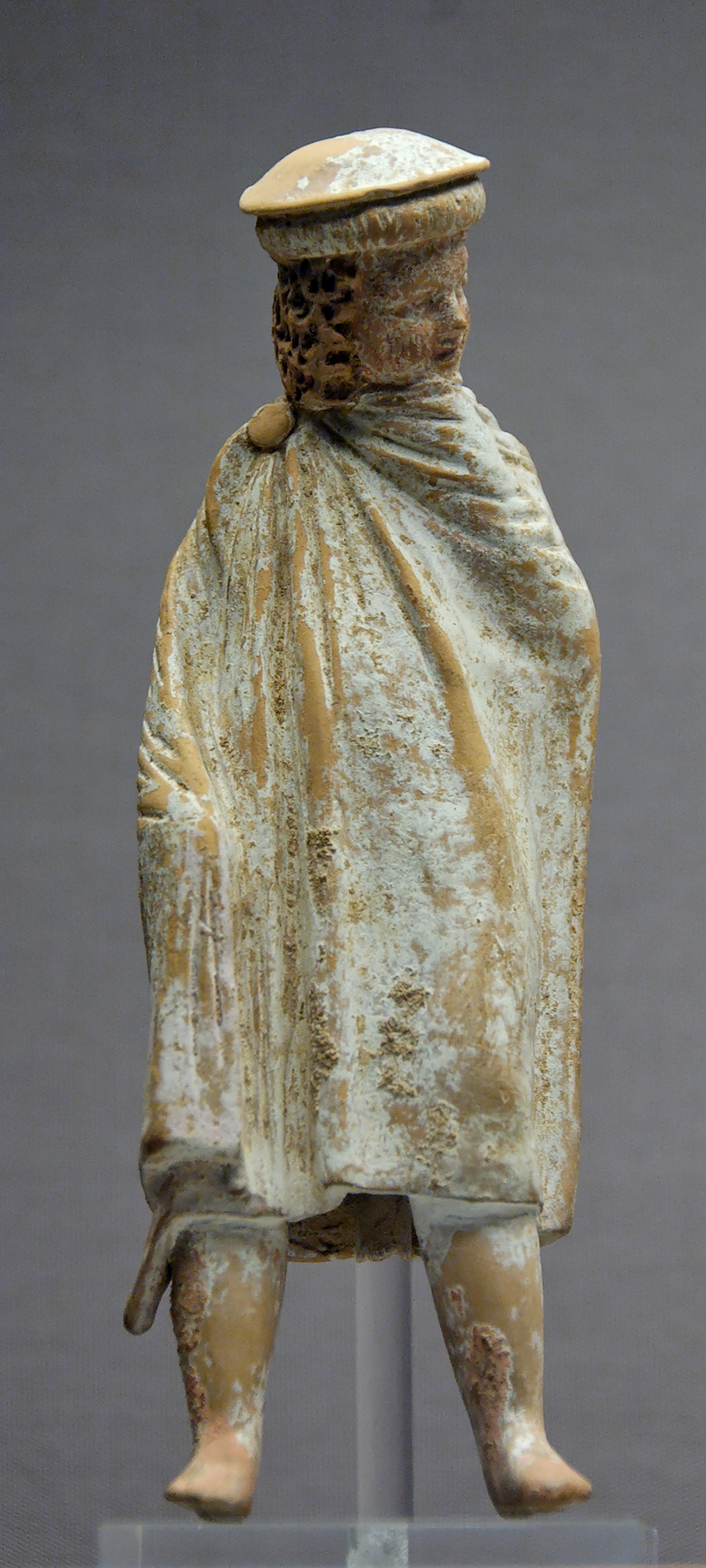
Statue eines Makedonen mit einer Kausia

Die Kausia (altgriechisch καυσία kausía) war in der Griechischen Antike eine Mütze makedonischer Herkunft, die von Männern getragen wurde.

## Beschreibung und Verwendung
Die Kausia bestand aus Filz und war ein barettartige, flache Mütze ähnlich einer Baskenmütze, die man als Sonnenschutz verwendete. Bei den Makedonen diente sie als Prestigeobjekt und war häufig reich verziert. Später verwendete man sie nur noch als billigen Gebrauchsgegenstand, der von allen Klassen der Gesellschaft getragen wurde. Griechische und makedonische Soldaten trugen die Kausia oft in ihrer Freizeit.

## Geschichte
Diese Kopfbedeckung stammt ursprünglich aus Makedonien. Sie existierte seit dem 4. Jahrhundert v. Chr. und verbreitete sich mit den Feldzügen Alexanders des Großen in Griechenland und im nahen Osten. Im 2. Jahrhundert v. Chr. wurde die Kausia auch in Italien und in Rom verwendet, vor allem von den niederen gesellschaftlichen Klassen.
Insgesamt sind über 750 Darstellungen der Kausia bis in die heutige Zeit erhalten geblieben.